# Hadrostethus ruficrus
Hadrostethus ruficrus là một loài tò vò trong họ Ichneumonidae.